# Ryūkyū-koku kyū-ki
Le Ryūkyū-koku kyū-ki (琉球國舊記 ou 琉球国旧記, Chroniques anciennes du Royaume de Ryūkyū), est une chorographie compilée par Tei Heitetsu Kohagura Uēkata Yūjitsu (鄭秉哲 古波蔵親方祐實) à la demande du gouvernement du royaume de Ryūkyū qui décrit les lieux remarquables et sacrés du royaume, son organisation administrative et ses cérémonies officielles. Il est présenté au roi Shō Kei en l’an 9 de l’ère Yongzheng (1731),:756,. 
Le Ryūkyū-koku kyū-ki reprend les informations contenues dans le Ryūkyū-koku yurai-ki (1713), qu’il corrige et complète en ajoutant des sources originales. Il est entièrement écrit en idéogrammes chinois et comporte vingt volumes : neuf volumes principaux et onze volumes d’annexes,:756,. 
Bien qu’il présente de nombreux éléments inédits, le Ryūkyū-koku kyū-ki est souvent considéré comme une simple transcription en idéogrammes chinois du Ryūkyū-koku yurai-ki et il est beaucoup moins étudié que son prédécesseur.

## Édition
Une vingtaine d’années après la parution du Ryūkyū-koku yurai-ki, le gouvernement du royaume de Ryūkyū ressent la nécessité de publier un nouvel ouvrage couvrant les mêmes thèmes, cette fois-ci intégralement écrit en idéogrammes chinois, sans utilisation de caractères japonais. Le Ryūkyū-koku kyū-ki se base de manière plus prononcée sur les anciennes légendes et histoires, une tendance qui se retrouve plus tard dans le Kyūyō et ses quatre volumes d’annexes entièrement destinés à ces légendes traditionnelles (Irōsetsuden).

### Commande
La préface du Ryūkyū-koku kyū-ki indique que le Ryūkyū-koku yurai-ki étant grandement incomplet et comprenant de nombreuses erreurs, le roi a donné l’ordre de sa révision en insistant sur le fait que les articles devraient être complétés et les informations vérifiées afin d’être véridiques, et que ce nouveau livre devrait être nommé kyū-ki (« chroniques anciennes »):30.
Les enregistrements généalogiques du clan Tei indiquent que Tei Heitetsu a reçu l’ordre de compiler le Ryūkyū-koku kyū-ki en l’an 8 de l’ère Yongzheng (1730):33.

### Sources
Bien que grandement basé sur le Ryūkyū-koku yurai-ki, le Ryūkyū-koku kyū-ki n’en est pas une simple traduction en caractères chinois. Il présente des descriptions plus objectives que celles du Ryūkyū-koku yurai-ki et comporte de nombreux chapitres qui n’existent pas dans son prédécesseur concernant les sources et puits, les baies et ports ou les postes de garde:35,.
Le Ryūkyū-koku kyū-ki reprend également une grande partie des informations recensées dans le Kojishū (古事集), un autre livre en treize volumes du royaume de Ryūkyū. La date précise d’édition du Kojishū est inconnue mais semble s’inscrire entre le Ryūkyū-koku yurai-ki et le Ryūkyū-koku kyū-ki:35, 48. 
Les informations inédites du Ryūkyū-koku kyū-ki ont probablement pu être obtenues grâce à une ordonnance de 1725 mentionnée en mémorandum dans le Tokashiki Magiri yurai-ki (渡嘉敷間切由来記, Chroniques des origines du magiri de Tokashiki) qui demande à chaque magiri de rassembler des informations sur ses anciens châteaux, rites, sources, rivières, administrateurs ou personnages célèbres:38.

### Choix éditoriaux

#### Sinogrammes
Le Ryūkyū-koku kyū-ki est entièrement écrit en idéogrammes chinois,:756,.
Il donne la transcription en idéogrammes chinois des noms okinawaïens des utakis et autres lieux sacrés mentionnés, ce qui n’était pas le cas dans le Ryūkyū-koku yurai-ki et en fait également un ouvrage de référence dans l’étude du vocabulaire et de la prononciation de la langue. 
L’abandon de l’utilisation des caractères japonais dans les documents du gouvernement du royaume de Ryūkyū est une tendance générale qui commence dès la fin du XVIIe siècle avec la rédaction du Rekidai Hōan en 1697 et s’affirme pendant tout le XVIIIe siècle avec le Chūzan Seifu de Sai Taku (1701), le Kumejima Nakazato magiri kyū-ki (久米島仲里間切旧記, Anciennes chroniques du magiri de Nakazato sur l’île de Kume) (1703), le Yaeyama taki-daki yurai-ki (八重山嶽々由来記, Chronique des origines des lieux sacrés de Yaeyama) (1705), le Kimihae yurai narabini ikai katsu kuji (君南風由来并位階且公事, Origines de Kimihae, rangs de noblesse et affaires officielles) (1705), le Ryūkyū-koku Chūzan ōfu kansei (琉球国中山王府官制, Organisation des fonctionnaires du gouvernement royal de Chūzan du Royaume de Ryūkyū) (1706), le Nyokan osōshi (女官御双紙, Double documents sur les femmes fonctionnaires) (1706), le Miyako-jima kyū-ki (宮古島旧記, Anciennes chroniques de l’île de Miyako) (1707), le Naha yurai-ki (那覇由来記, Chroniques des origines de Naha) (1709), le Konkōkenshū (混効験集, Dictionnaire de la langue officielle de Ryūkyū) (1711), le Chūzan Seifu de Sai On (1725), le Kyūyō (1745) ou l’Irōsetsuden (1745):32.

#### Organisation des chapitres
Alors que le Ryūkyū-koku yurai-ki organise ses articles de façon géographique, le Ryūkyū-koku kyū-ki les organise de manière thématique (tun, nīyā, kami-ashiage, utaki, mui, ibi, sources, ports...):37.
Chaque paragraphe commence par préciser la date des faits décrits, ce qui est probablement une influence du Livre de Sai On du Chūzan Seifu (1725):46.

#### Choix des informations à faire figurer dans l’ouvrage
La préface du Ryūkyū-koku kyū-ki indique que le Ryūkyū-koku yurai-ki comporte « la relation de nombreux faits en relation avec la Chine ou Yamato (le Japon), dont certains sont redondants, et d’autres ne méritent pas de passer à la postérité par leur relation dans un livre ». En effet, le Ryūkyū-koku yurai-ki décrit l’origine de nombreux rites de la Chine ou du Japon. Les éditeurs du Ryūkyū-koku kyū-ki indiquent qu’ils ne désirent pas répéter ces informations. 
Le Ryūkyū-koku kyū-ki a été écrit à une période où le royaume de Ryūkyū s’est enfin remis de l’invasion par le domaine de Satsuma, a mis de l’ordre dans la domination par le clan Shimazu et s’affirme de nouveau comme un royaume indépendant. Il désire confirmer par la rédaction de plusieurs ouvrages (histoires officielles et chorographies) son histoire et ses origines, afin de réaffirmer son caractère personnel, sa ryūkyūanité. Il s’agit donc, lorsque comparé avec le Ryūkyū-koku yurai-ki, d’un ouvrage qui permet également de saisir ce que le gouvernement de l’époque considérait comme propre à la ryūkyūanité.

### Éditeurs
La préface nomme un grand nombre de contributeurs, mais il est généralement admis que l’ouvrage a essentiellement été rédigé par Tei Heitetsu Ufumine Satonushi Pēchin Yūjitsu (鄭秉哲 大嶺里之子親雲上祐實) (qui deviendra plus tard Kohagura Uēkata):756.
Sessei
- Shō Tetsu Chatan Wōji Chōki (en) (尚徹 北谷王子朝騎?), frère du roi Shō Kei

Sanshikan
- Shō Wasei Nishihira Uēkata Chōjo (en) (向和聲/向和声 西平親方朝敘/ 朝叙?)
- Mō Heijin Misato Uēkata Anman (en) (毛秉仁 美里親方安滿?)
- Sai On Gushichan Uēkata Bunjaku (蔡温 具志頭親方文若?)

Secrétaires principaux (總宗司司正)
- Shō Kan Onna Wōji Chōchoku (尚監 恩納王子朝直?), frère du roi Shō Eki, deviendra plus tard Noguni Wōji.
- Shō Sejaku Nakazato Aji Chōryū (向世爵 仲里按司朝隆?)
- Shō Inshun Yagi Uēkata Chōkyō (向允濬 屋宜親方朝喬?)

Spécialistes (經歷)
- Shō Kikan Matsuyama Satonushi Pēchin Chōryō (向其寛 松山里之子親雲上朝良?)
- Shō Eisei Genga Pēchin Chōgi (向永成 源河親雲上朝義?)
- Shō Shōretsu Machinato Satonushi Pēchin Chōkei (向承烈 牧港里之子親雲上朝経?)

Éditeur (纂修司)
- Tei Heitetsu Ufumine Satonushi Pēchin Shunkyō (鄭秉哲 大嶺里之子親雲上濬橋?) (deviendra plus tard Tei Heitetsu Kohagura Uēkata Yūjitsu)

## Contenu
Le Ryūkyū-koku kyū-ki comporte vingt volumes : neuf volumes principaux (et une préface) et onze volumes d’annexes (et une postface),:756,. 
Le Ryūkyū-koku kyū-ki décrit en détail les lieux remarquables et sacrés de Shuri, Tomari (en), Naha et Tōei (Kuninda) et des autres parties du royaume incluant ceux qui ont déjà disparu au moment de la rédaction de l’ouvrage. Il liste notamment les utakis, uganjus, hi-nu-kan, temples, sanctuaires, sources, rivières et ports. Il donne des détails sur l’organisation administrative du royaume, les cérémonies officielles et les rites. Il retranscrit également les inscriptions dédicatoires des cloches en bronze,.
Beaucoup plus détaillé que le Ryūkyū-koku yurai-ki, il s’agit d’un texte fondamental pour les études ryūkyūanes.

### Volumes conservés
Le Ryūkyū-koku kyū-ki comporte vingt volumes :
Volumes principaux
- Préface (予?)
- Vol. 1 – Chroniques de Shuri, chroniques du village de Tomari, chroniques de Naha, chroniques de Tōei (Kuninda) (首里記、泊邑記、那覇記、唐栄記?)
- Vol. 2 – Postes administratifs, postes discontinués, privilèges (官職部、廃官、知行?)
- Vol. 3 – Affaires publiques (liste des cérémonies annuelles dans le château de Shuri) (公事?)
- Vol. 4 – Chroniques du début de l’année rituelle (事始記?)
- Vol. 5 – Anciens châteaux, portes et ponts (古城、関梁?)
- Vol. 6 – Lieux remarquables de Shimajiri, Nakagami, Kunigami (島尻、中頭、国頭?)
- Vol. 7 – Temples et sanctuaires (寺社?)
- Vol. 8 – Utakis et lieux sacrés de l’île de Kume, Izena (Yōhekizan), Kerama (Bashizan) (久米嶋記、葉壁山、馬歯山?)
- Vol. 9 – Utakis et lieux sacrés de Miyakoyama, Yaeyama (宮古山、八重山?)

Volumes d’annexes
- Annexes Vol. 1 – Tun (神殿?)
- Annexes Vol. 2 – Nīya et Kami-ashiage (根屋・神軒?)
- Annexes Vol. 3 – Utaki, Mui, Ibi (嶽・森・威部?)
- Annexes Vol. 4 – Sources et puits (泉井?)
- Annexes Vol. 5 – Baies et ports (江港?)
- Annexes Vol. 6 – Postes administratifs (官職?)
- Annexes Vol. 7 – Titres de noblesse (官爵?)
- Annexes Vol. 8 – Hi-nu-kan (火神?)
- Annexes Vol. 9 – Inscriptions dédicatoires des cloches (鐘銘?)
- Annexes Vol. 10 – Districts et villages, responsables politiques des districts et villages, relais (postes de gardes) (郡邑・郡邑長・驛?)
- Annexes Vol. 11 – Coutumes (風俗?)
- Postface (跋?)

## Éditions récentes
Le texte du Ryūkyū-koku kyū-ki a été publié dans le troisième volume de la Collection des documents historiques de Ryūkyū (琉球史料叢書):756,.
Une version traduite en japonais a été publiée par les éditions Yōjushorin en 2005.
Le texte est disponible en ligne sur Wikisource et sur le site de l’université de Meiji.

## Postérité
Le Ryūkyū-koku kyū-ki est une des sources primaires utilisées lors de la rédaction du Kyūyō en 1743. Trois cent soixante-dix de ses articles, notamment ceux concernant les légendes et récits traditionnels, sont repris (et complétés) dans le Kyūyō et l’Irōsetsuden:44, 48.